# Knoxville Cherokees
Knoxville Cherokees byl profesionální americký klub ledního hokeje, který sídlil v Knoxvillu ve státě Tennessee. V letech 1988–1997 působil v profesionální soutěži East Coast Hockey League. Cherokees ve své poslední sezóně v ECHL skončily v základní části. Své domácí zápasy odehrával v hale Knoxville Civic Coliseum s kapacitou 6 500 diváků. Klubové barvy byly červená, černá a stříbrná.
Zanikl v roce 1997 přestěhováním do Florence, kde byl založen tým Pee Dee Pride.

## Přehled ligové účasti
Zdroj: 
- 1988–1990: East Coast Hockey League
- 1990–1991: East Coast Hockey League (Západní divize)
- 1991–1992: East Coast Hockey League (Východní divize)
- 1992–1995: East Coast Hockey League (Západní divize)
- 1995–1996: East Coast Hockey League (Jižní divize)
- 1996–1997: East Coast Hockey League (Východní divize)